# Escallonia piurensis
Escallonia piurensis är en tvåhjärtbladig växtart som beskrevs av Johannes Mattfeld. Escallonia piurensis ingår i släktet Escallonia och familjen Escalloniaceae. Inga underarter finns listade i Catalogue of Life.